# Districtul Česká Lípa
Districtul Česká Lípa (ceh. Okres Česká Lípa ; germ. Bezirk Böhmisch Leipa) este situat în Boemia de nord între munții Boemiei (České středohoří), (Ještědský hřbet) și paradisul Boemiei (Český ráj). Districtul aparține de regiunea Liberec (Liberecký kraj), și se întinde pe o suprafață de 1.073 km², având o pupulație de 102.600.
Districtul Česká Lípa cuprinde 57 de comunități cu 182 de localități din care 11 orașe.

## Descriere
Din numărul populației 81 % trăiește în mediu urban, 40 % lucreayă în industrie, districtul având o densitate de 95 loc/km², aceasta fiind densitatea cea mai mică din Cehia. 
Česká Lípa este o regiune turistică, aici găsindu-se câteva parcuri naționale, sau rezervații naturale: 
- parcurile: České středohoří, Kokořínsko, Lužické hory
- rezervațiile Jezevčí vrch, Novozámecký rybník, Břehyně-Pecopala
- Cetățile Bezděz și Felsenburg, Castelele Lemberk, Zákupy și Houska.
- Muzeele de sticlărie din Nový Bor, Nový Oldřichov și Kamenický Šenov
- Drumuri amenajate pentru cicliști în regiunea lacului Máchovo jezero (Velký Dokský rybník; germ, Hirschberger Großteich)

## Orașe și comune
Bezděz (Schlossbösig) - Blatce (Großblatzen) - Blíževedly (Bleiswedel) - Bohatice (Voitsdorf) - Brniště (Brims) - Cvikov (Zwickau) - Česká Lípa (Böhmisch Leipa) - Doksy (Hirschberg am See) - Dubá (Dauba) - Dubnice (Hennersdorf) - Hamr na Jezeře (Hammer am See) - Holany (Hohlen) - Horní Libchava (Oberliebich) - Horní Police (Oberpolitz) - Chlum (Klum) - Chotovice (Kottowitz) - Jestřebí u České Lípy (Habstein) - Kamenický Šenov (Steinschönau) - Kozly (Kosel) - Kravaře (Graber) - Krompach (Krombach) - Kunratice u Cvikova (Kunnersdorf) - Kvítkov (Quitkau) - Luka (Luken) - Mařenice (Großmergthal) - Mimoň (Niemes) - Noviny pod Ralskem (Neuland am Rollberge) - Nový Bor (Haida) - Nový Oldřichov (Neuullrichsthal) - Okna (Woken b. Hirschberg) - Okrouhlá (Schaiba) - Pertoltice pod Ralskem (Barzdorf am Rollberge) - Polevsko (Blottendorf) - Provodín (Mickenhan) - Prysk (Preschkau) - Radvanec (Rodowitz) - Ralsko (Roll) - Skalice u České Lípy (Langenau) - Skalka u Doks (Kalken) - Sloup v Čechách (Bürgstein) - Slunečná (Sonneberg) - Sosnová (Künast) - Stráž pod Ralskem (Wartenberg am Roll) - Stružnice (Straußnitz) - Stvolínky (Drum) - Svojkov (Schwoika) - Svor (Röhrsdorf) - Tachov (Tacha) - Tuhaň (Tuhan b. Dauba) - Velenice (Wellnitz) - Velký Valtinov (Groß Walten) - Volfartice (Wolfersdorf) - Vrchovany (Wrchhaben) - Zahrádky (Neugarten) - Zákupy (Reichstadt) - Žandov (Sandau) - Ždírec (Siertsch).

## Vedeți și
- Lista districtelor din Republica Cehă